# 노트북 냉각기

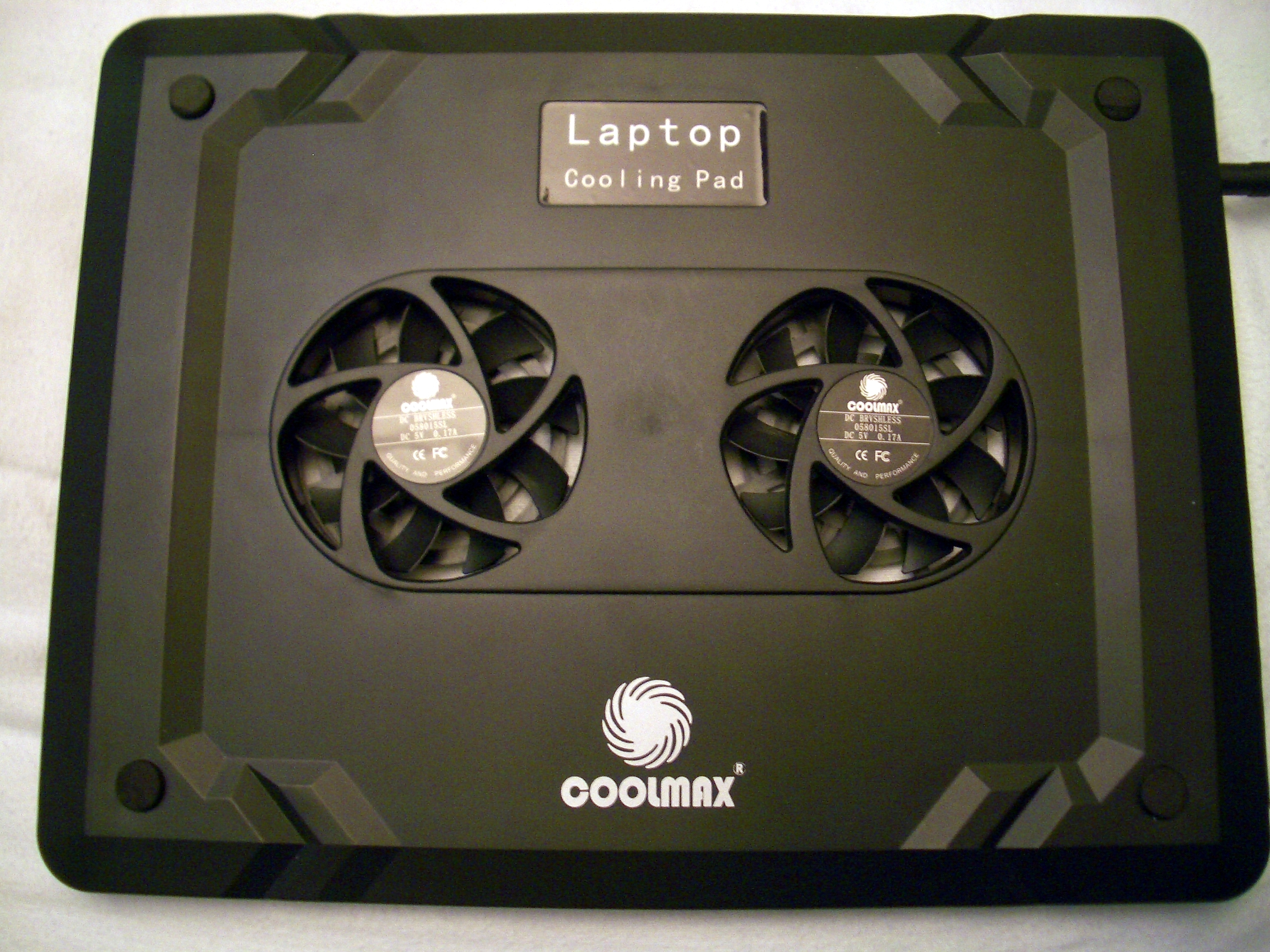
능동식 랩톱 냉각기

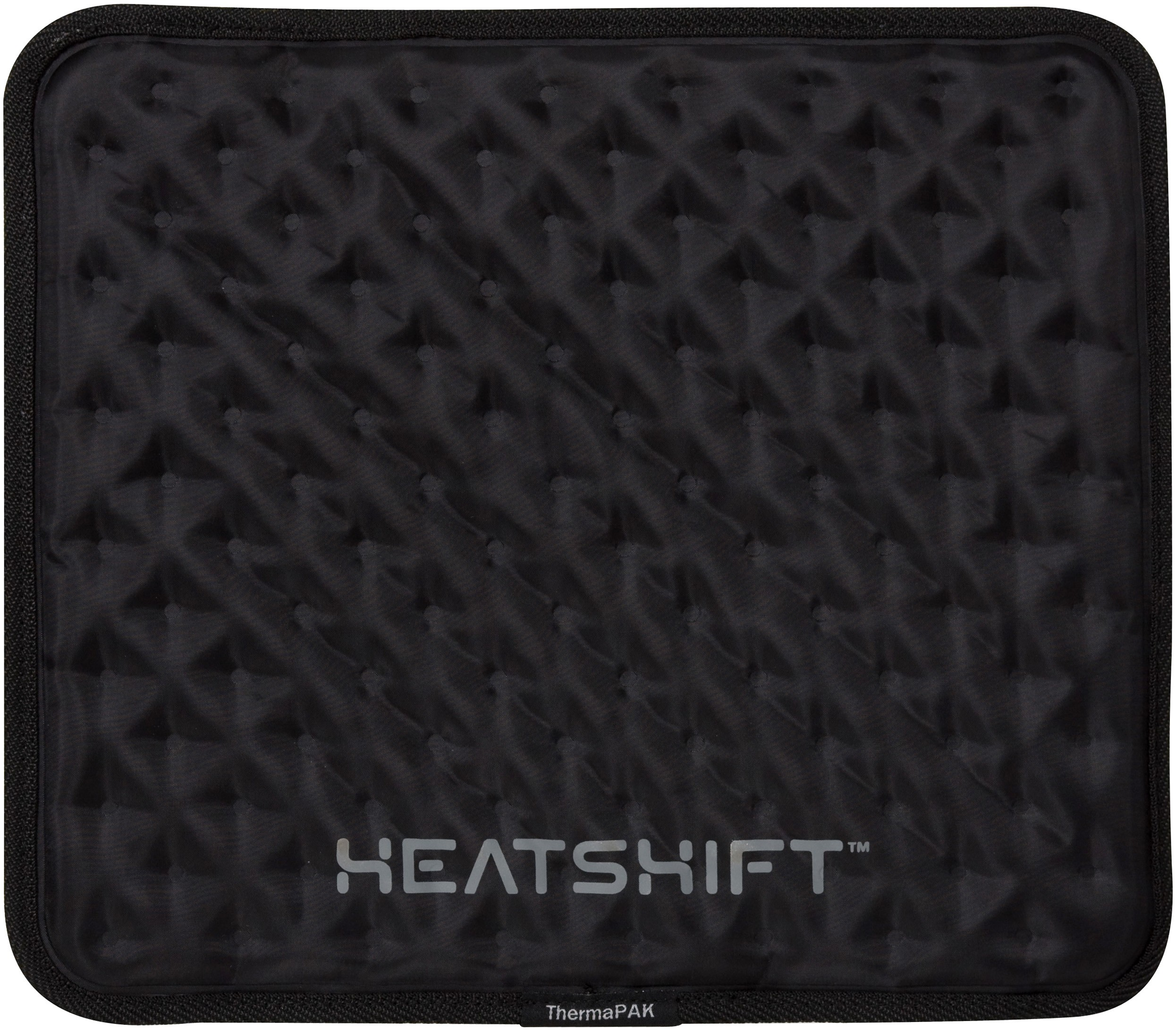
수동식 랩톱 냉각기

랩톱 냉각기( ― 冷却機, laptop cooler)는 랩톱 컴퓨터의 온도를 낮추는 보조품이다. 쿨러 패드(cooler pad)라고도 한다. 랩톱의 팬 장치가 노트북의 뜨거운 기운을 충분히 식혀 주지 못할 때 보통 사용된다. 전원 어댑터를 사용할 수도 있고, 노트북의 USB 포트 전원을 이용하기도 한다. 많은 노트북 쿨러는 내장 USB 허브를 지원한다.
이러한 냉각기는 컴퓨터 아래쪽으로부터 열을 끌어당기도록 설계되어 있으며, 다른 것들은 그와 반대로 컴퓨터 앞에 시원한 공기를 내보내도록 설계되어 있다. 냉각팬 속도는 모델에 따라 수동으로나 자동으로 조절할 수 있으며, 고정 속도도 동작하는 것들도 있다.